# Aname comosa
Aname comosa là một loài nhện trong họ Nemesiidae.
Aname comosa được miêu tả năm 1918 bởi Rainbow & Pulleine.